# Ford Escort MK V
La quinta generación del Ford Escort es un automóvil de turismo del segmento C producido por el fabricante norteamericano Ford Motor Company, siendo desarrollado inicialmente por las filiales miembros del grupo Ford Europa, división que tiene a su cargo el desarrollo, producción y comercialización de vehículos de la marca, tanto en el mercado europeo como en otras partes del mundo. Este modelo fue el cuarto automóvil que llevó la nomenclatura Escort, por lo que se trató de un nuevo desarrollo practicado de cero por Ford con relación a sus generaciones anteriores, ya que la cuarta generación, no fue otra cosa más que una reinterpretación de la tercera.
Este automóvil fue presentado en el año 1990 y heredó todas las plazas de producción de la cuarta generación a la cual sucedía. Este nuevo Escort fue desarrollado a partir de una nueva plataforma inaugurada tanto para este modelo, como para la tercera generación del sedán Ford Orion. Al mismo tiempo, su carrocería presentó un diseño completamente renovado, siendo este modelo visiblemente más amplio que su predecesor, aunque manteniéndose en los parámetros establecidos para el segmento C. El nuevo diseño del Escort conjugaba líneas ligeramente más curvas que su antecesor y dimensiones más amplias, lo que aumentaba su coeficiente aerodinámico. Al mismo tiempo, presentaba innovaciones en cuanto a la parte mecánica, adoptando los nuevos motores Zetec desarrollados en Inglaterra y que equiparían a futuros nuevos modelos de Ford.
Por otra parte, su producción en el mercado sudamericano fue asumida por el holding Autolatina que continuaba con la representación de Ford y Volkswagen en dicho mercado, hasta la disolución de esta sociedad en 1996. Durante este período, la filial brasileña no solo presentó versiones del Escort equipadas con impulsores de origen Volkswagen, sino que también utilizó este modelo para desarrollar nuevos modelos que fueron comercializados bajo la marca alemana, como el sedán Volkswagen Logus o el hatchback Pointer. Tras la disolución de Autolatina, la producción del Escort continuó bajo el paraguas de las nuevas filiales locales de Ford, mientras que sus derivados regionales fueron discontinuados.
La producción de este vehículo finalizó en el año 1997 a nivel mundial, dando espacio a la producción de la sexta generación. A su vez, esta fue la última generación que presentó una gama desdoblada de productos ya que a partir de la sexta generación, la gama sedán fue nuevamente unificada a la gama liftback bajo la nomenclatura Escort cancelando la producción de vehículos con la nomenclatura Ford Orión.

## Plazas de producción
- Halewood, Reino Unido
- Almusafes, España[3]
- Saarlouis, Alemania[4]
- Estambul, Turquía (convenio con Ford Otosan)[5]
- São Bernardo do Campo, Brasil

## Artículo relacionado
- Ford Escort